# Azuébar
Azuébar é um município da Espanha na província de Castelló, Comunidade Valenciana. Tem 23,4 km² de área e em 2021 tinha 319 habitantes (densidade: 13,6 hab./km²).

## Demografia
| Variação demográfica do município entre 1991 e 2004 | Variação demográfica do município entre 1991 e 2004 | Variação demográfica do município entre 1991 e 2004 | Variação demográfica do município entre 1991 e 2004 |
| --------------------------------------------------- | --------------------------------------------------- | --------------------------------------------------- | --------------------------------------------------- |
| 1991                                                | 1996                                                | 2001                                                | 2004                                                |
| 414                                                 | 375                                                 | 327                                                 | 348                                                 |